# Дьявол Борута
Дьявол Борута (пол. Diabeł Boruta), также называемый грязнулей (пол. błotnik) — вымышленный персонаж, дьявол, обитающий в подземельях замка в Ленчице. Боруту не следует путать с другим популярным дьяволом, Рокитой).

## Облик и характер
Дьявола Боруту изображают по-разному. Чаще всего Борута представлен как дворянин, также называемый Борута Тумской или Чёрный. Это высокий шляхтич с длинными чёрными усами, с чёрными глазами, одетый в богатый контуш, прикрывающий хвост, и шапку, закрывающую рога.
Однако, Борута был в и других обликах, записанных в разных местах:
- в виде птицы с огромными крыльями (Борута крылатый)
- большой рыбы с рогами (Борута-топилец)
- быстрого черного коня (Борута-конь)
- совы (Борута-сова)
- в виде волка, попадался в лесах
- сидящего в капюшоне монаха с блестящим чайником в руках
- в виде мельника (Борута-мельник)

Присутствие этого дьявола мог выдать и внезапно вспыхивающий и быстро гаснущий огонь. Во всех легендах, посвящённых дьяволу Боруте, он проявляет большую хитрость, смекалку и сверхчеловеческую силу. Обычно он перехитряет людей своими «дьявольскими хитростями». Однако во многих легендах он проявляет себя и как благодетель, помогающий бедным. Например, раздаёт смолотую им муку бедным горожанам.